# 630 Wschodni Batalion
630 Wschodni Batalion (niem. Ost Bataillon 630, ros. 630 восточный батальон) – kolaboracyjny oddział wojskowy Wehrmachtu złożony z Rosjan podczas II wojny światowej.

## Historia
Został utworzony w poł. listopada 1942 r. na bazie jednego z batalionów rozwiązanej Grupy Interwencyjnej "Tietjen". Działał na okupowanych obszarach rosyjskich. W listopadzie 1943 r. przeniesiono go do okupowanej północnej Francji. Stacjonował w Baillé w Bretanii. Był podporządkowany niemieckiej 7 Armii. W marcu 1944 r. przetransportowano go do Sissone, gdzie szedł w skład 857 Pułku Grenadierów 346 Dywizji Piechoty gen. Ericha Diestela jako I batalion. W sierpniu tego roku poniósł bardzo duże straty w walkach z wojskami alianckimi. W listopadzie wyłączono go z dywizji i przeniesiono do obozu w Münsingen, gdzie wszedł w skład nowo formowanej 1 Dywizji Sił Zbrojnych Komitetu Wyzwolenia Narodów Rosji.